# Samtgemeinde Bederkesa
Die Samtgemeinde Bederkesa war eine Samtgemeinde im Landkreis Cuxhaven in Niedersachsen. In ihr hatten sich acht Gemeinden zur Erledigung ihrer Verwaltungsgeschäfte zusammengeschlossen. Der Verwaltungssitz der Samtgemeinde befand sich in Bad Bederkesa.

## Geographie
Die Samtgemeinde bestand aus dem Flecken Bad Bederkesa und den Gemeinden Drangstedt, Elmlohe, Flögeln, Köhlen, Kührstedt, Lintig und Ringstedt.

## Geschichte
Die Samtgemeinde bestand seit 1971. Zum 1. Januar 2015 bildeten die Gemeinden der Samtgemeinde und die Stadt Langen die neue Stadt Geestland.

### Einwohnerentwicklung
| Jahr      | 1987   | 1992   | 1997   | 2002   | 2007   | 2008   | 2009   | 2010   | 2011   | 2013   |
| --------- | ------ | ------ | ------ | ------ | ------ | ------ | ------ | ------ | ------ | ------ |
| Einwohner | 10.841 | 11.348 | 12.228 | 12.535 | 12.276 | 12.251 | 12.157 | 12.136 | 12.123 | 12.081 |

(jeweils zum 31. Dezember)
|  |

## Politik

### Samtgemeinderat
Der Rat der Samtgemeinde Bederkesa bestand aus 30 Ratsfrauen und Ratsherren. Dies war die festgelegte Anzahl für eine Samtgemeinde mit einer Einwohnerzahl zwischen 12.001 und 15.000 Einwohnern. Die 30 Ratsmitglieder wurden durch eine Kommunalwahl für jeweils fünf Jahre gewählt. Die letzte Amtszeit begann am 1. November 2011.
Stimmberechtigt im Rat der Samtgemeinde war außerdem der hauptamtliche Samtgemeindebürgermeister Sven Wojzischke (CDU).
Die letzte Kommunalwahl am 11. September 2011 hatte das folgende Ergebnis:
- CDU: 19 Sitze
- SPD: 9 Sitze
- GRÜNE: 1 Sitz
- LINKE: 1 Sitz

Die Räte der SPD und der Rat der Grünen hatten sich zu einer Fraktion zusammengeschlossen.

### Samtgemeindebürgermeister
Bei der Kommunalwahl 2001 trat mit Sven Wojzischke (CDU) nur ein Bewerber um das Amt des Samtgemeindebürgermeisters an. Bei der Kommunalwahl 2006 wurde er mit 61 % der Stimmen gegen Peer Augustin (SPD) wiedergewählt.

### Gemeindepartnerschaften
Seit 1975 bestand zwischen der Samtgemeinde Bederkesa und der englischen Stadt Bodmin in der Grafschaft Cornwall eine Partnerschaft. Regelmäßig fand ein Schüleraustausch zwischen der Schule an der Mühle und der Partnerschule in Bodmin statt.

### Zusammenlegung zu Geestland
Zum 1. Januar 2015 fusionierten die Stadt Langen und die Gemeinden der Samtgemeinde Bederkesa zur neuen Stadt Geestland.

## Bildung
In der Samtgemeinde Bederkesa gab es sechs Grundschulen in Bad Bederkesa, Drangstedt, Elmlohe, Kührstedt, Lintig und Ringstedt und drei weiterführende Schulen in Bad Bederkesa: Das Schulzentrum An der Mühle, die Schule Am Wiesendamm und das Niedersächsische Internatsgymnasium (NIG).
Daneben war Bad Bederkesa auch der Sitz der Evangelischen Volkshochschule.

## Sonstiges
Angelgewässer im Samtgemeindegebiet waren der Hadelner Kanal, der Bederkesa-Geeste-Kanal, der Bederkesaer See und der Flögelner See.